# Chlorocichla simplex
Chlorocichla simplex е вид птица от семейство Pycnonotidae.

## Разпространение
Видът е разпространен в Ангола, Бенин, Камерун, Централноафриканската република, Република Конго, Демократична република Конго, Кот д'Ивоар, Екваториална Гвинея, Габон, Гана, Гвинея, Гвинея-Бисау, Либерия, Нигерия, Сиера Леоне, Южен Судан, Судан, Того и Уганда.